# Косс Корнелій Лентул (консул 1 року до н.е.)
Косс Корнелій Лентул Гетулік (лат. Cossus Cornelius Lentulus; 35 рік до н. е. — 36 рік н. е.) — політичний та військовий діяч Римської імперії, консул 1 року до н. е.

## Життєпис
Походив з патрциіанського роду Корнеліїв Лентулів. Син Гнея Корнелія Лентула, квестора 29 року до н. е. У 12 році до н. е. Косс Корнелій став монетарієм. Після цього увійшов до колегії квіндецемвірів священнодійств. У 1 році до н. е. обраний консулом разом з Луцієм Кальпурнієм Пізоном. У 5—6 роках н. е. обіймав посаду проконсула провінції Африка. На цій посаді Лентул здобув перемогу над кочовими племенами гетулів та мусуламів у Сирті, після чого примусив їх відійти від римських кордонів та припинити напади. За це отримав тріумфальні відзнаки та право назвати сина «Гетуліком».
У 14 році був призначений імператорським легатом у Панонії, де придушив повстання місцевих племен.
У 31 році вніс у сенаті пропозицію стосовно заборони пред'являти намісникам провінцій, магістратам та особам, відсутнім у державних справах, звинувачення у злочинах, вчинених до вступу на посаду. Пропозиція була прийнята, завдяки цьому було врятовано від засудження Луція Аррунція, намісника Іспанії, звинуваченого Сеяном. У 33 році Лентул був призначений префектом Риму. Страчений за наказом імператора Калігули, який повірив поклепу.

## Характер
Косс був статечною і скромною людиною, але відрізнявся непомірною пристрастю до вина. Попри цей недолік, Косс користувався повною довірою імператора Тиберія й був посвячений у багато важливих таємниць імператора, які неухильно зберігав.

## Діти
- Косс Корнелій Лентул, консул 25 року н. е.
- Гней Корнелій Лентул Гетулик, консул 26 року н. е.
- Корнелія